# 栃木県総合運動公園
栃木県総合運動公園（とちぎけんそうごううんどうこうえん）は、栃木県が設置 する総合運動公園である。指定管理者制度により、栃木県スポーツ協会・栃木県民公園福祉協会が共同で管理・運営を行っている。県民からは「総合グランド」と呼ばれ広く親しまれている。

## 概要
1948年（昭和23年）に前年の日本国憲法公布を記念して、県民からの寄付を基に、健康な県民を育成する施策の一環として、大小工場閉鎖による失業対策事業により大谷石を多用し、一日あたり平均300人、最盛期は600人を超える労務者によりすべての人力での作業により、1952年（昭和27年）3月に開園。
1967年（昭和42年）、国体誘致表明を受けて立案された「宇都宮総合運動公園基本計画」を基に、国体開催へ向けて施設の大幅な改修が実施され、1980年（昭和55年）に第35回国民体育大会（栃の葉国体）が開催された。
2015年11月より2022年の第77回国民体育大会（いちご一会とちぎ国体）開催へ向けて、隣接していた宇都宮競馬場の跡地や栃木県警察機動センターの敷地も含めて、総合スポーツゾーンの整備が行われた。

### 候補地
総合運動公園の第一の候補は、栃木県護国神社の西隣の旧軍用地であったが、国本村農地委員会の反対にあって挫折した。現在地には、戦時中の1943年に中島飛行場の冬期滑走路が増設されたが、殆ど使用されずに終戦を迎えた。しかし山林の表土を帯状に削ったため、他の利用法もないまま放置されていた。ここは11，4000坪の広大な面積であり、一部横川村の外は西川田・兵庫塚の地主がこれを所有していたが、農耕に不適の状態となっていた。そこに県が着目し、当時の姿川村長や村内の有力者の協力で地主との交渉が成立し、1948年3月に広大な土地を建設敷地として買収・所有権移転の登記を行い、3か年の継続事業として整備した。

## 施設整備の沿革
前述のように、2度の国体へ向けて大幅な整備が行われているので、1948年（昭和23年）の起工から1975年（昭和50年）までを第1期、第35回国体（栃の葉国体）に合わせての整備を第2期、第77回国体（いちご一会とちぎ国体）へ向けての総合スポーツゾーン整備を第3期と区分する。

### 第1期
陸上競技場、野球場、軟式野球場、体育館、水泳場、児童プール、バレーボール場、相撲場、弓道場、サッカー・ラグビー場、管理事務所兼合宿所、遊園地などが整備された。
陸上競技場（初代）
1948年10月着工、1949年10月竣工。1976年解体。
場所は2代目の陸上競技場（現・第2陸上競技場）とほぼ同じ。
野球場（初代）
1948年12月着工、1949年7月31日竣工。1977年スタンド解体。
場所は現在とほぼ同じ。
旧軟式野球場A･B
1949年9月着工、1950年3月31日竣工。
場所は現在の中央広場。
旧軟式野球場C
1954年4月着工、1956年8月31日竣工。
旧軟式野球場D
1958年3月31日竣工。
水泳場
1950年竣工。大谷石のスタンドだった。
第2期への改修により大谷石のスタンドは解体された。
児童プール
1951年竣工。
バレーボール場
1950年12月31日竣工。
サッカー・ラグビー場
1953年3月31日竣工。
旧事務所兼合宿所
1949年4月20日竣工。木造2階建て。
旧遊園地
1950年着工、1960年竣工。
場所は現在と同じで、第2期に向けて改修された。

### 第2期
トレーニングセンター、合宿所および遊園地「とちのきファミリーランド」を除く各施設の利用時間は、8時30分から18時（10月から2月までは17時）まで。また、年末年始の休業期間がある。
陸上競技場（2代目）
1979年3月に完成した日本陸連第1種公認競技場（2017年度から2種）。関東サッカーリーグの栃木シティFCや日本女子サッカーリーグ（なでしこリーグ）1部などの試合にも使用される。
トラックの内側（フィールド）は天然芝となっている。観客収容人数は24,000人（座席数は約7,000人、メインスタンドのみ固定座席で他は芝生席）。
1993年のインターハイ開催前に、雷発生時の避難所を追加する改修を行った。
過去にJFL所属時代の栃木SC主管試合も行われたが、J2以上の開催スペック規定を満たしていないため現在は使われない。
補助競技場
陸上競技場と道路を挟んで西側に設置されている。
第3期整備における駐車場化工事のため、2017年10月2日をもって閉鎖された。
硬式野球場
旧称から「栃木県営球場」とも呼ばれる。現在の施設は1979年7月に完成した。高校野球や北関東大学準硬式野球連盟などアマチュア野球公式戦に使用されるほか、かつてはプロ野球公式戦にも使用されていた。2017年にベースボール・チャレンジ・リーグに加入した栃木ゴールデンブレーブスが公式戦を実施している。
両翼は98m、中堅は122mあり、内野はクレー舗装、外野は天然芝となっている。観客収容人員は15,395人。スコアボードは電光式であったが、2014年の改築でLED式となった。
軟式野球場
AからCまでの3面が設置されており、このうちAグラウンドとBグラウンドの2面は外野側で隣接している。Cグラウンドはテニスコートや道路を挟んで離れたところにあり、硬式や準硬式での使用も可能である。
水泳場
1979年3月に完成した。公認50mプール（水深1.5m）、公認25mプール（水深1.15m）、補助プール、徒渉プール、公認飛込プール（水深5m）を設置。屋外施設のため夏季のみ使用が可能。
第3期整備のため、2016年8月31日の営業を持って閉鎖し、飛込みプールを除いて取り壊しが開始された。
球技広場
フィールドはクレーである。客席は野球場として使用するさいのバックネット裏のみ座席が設置されているほかは芝生席となっている。なお、スタジアムの構造上レフト側の外野には客席が設けられていない。公式大会から市民レベルの運動会まで幅広く使用されている。観客収容人数は1,800人（うち、座席は50人分を設置）。
第3期整備に伴う資材置き場化のために閉鎖された。整備後は新ラグビー場に生まれ変わる。
テニスコート
砂入り人工芝（オムニコート）全16面。放送室などを完備したクラブハウス併設。第5コートと第16コートのクラブハウスに面した通路にベンチシートタイプの小さな観客席がある。
サッカー場
フィールドは天然芝である。観客収容人数は1,000人（全席芝生席）。大会開催目的の場合のみ使用できる。
第3期整備のため、2016年7月現在閉鎖中である。
ラグビー場
第1期用に1953年開設。フィールドは天然芝である。1991年までは、全国高校ラグビー県予選決勝の舞台としても使われた。観客収容人数は2,000人（全席芝生席）。大会開催目的の場合のみ使用できる。
第3期整備のために2015年12月をもって閉鎖された。新ラグビー場は現在の球技広場へ移転し、現ラグビー場跡地は駐車場として利用されている。
相撲場
トレーニングセンター
1979年9月に完成した。体育館およびトレーニング施設を設置している。なお、後者の個人使用は年齢制限のほか講習会修了を義務づけるなど一定の制限がある。利用時間は8時30分から21時まで。
施設の老朽化のため、第3期整備により閉鎖し取り壊し予定。体育館機能は新設する体育館で代替し、トレーニング施設は新競技場（専門的トレーニング）と新体育館（個人利用など一般的トレーニング）で充実強化。
合宿所
管理棟に併設されている、競技トレーニングを目的とした20名以上の団体が利用できる宿泊施設。2段ベッドの相部屋となっており、最大定員は102人（8人部屋×12室、2室×3人） である。食事や門限・消灯時刻などの利用時間が設定されている。
第3期整備では設備更新工事が予定されている。
県体育館分館
昭和53年完成の旧栃木県消防学校屋内訓練場を2005年度に改修し、2006年3月に開館した。1階のメインアリーナにはボクシングリングを常設している。2階には観覧スペースと卓球場がある。
2005年に大規模な改修を行った。第3期整備では引き続き使用予定となっている。
とちのきファミリーランド
公園内に設置されている遊園地。
駐車場
とちのきファミリーランド用の北駐車場を含めて3箇所設置されており、無料で利用できるが、夜間は閉鎖される。収容台数は大型車48台、普通車1,041台。
第3期整備工事で部分閉鎖などがあり一時的に収容台数が減少するが、既存施設の駐車場化で第3期工事完了後は収容台数が増加する。
水生植物園ほか
管理棟
1973年3月完成した。1階に公園事務所や売店およびレストランが入居し、2階には栃木県公園事務所が入居している。
中央広場
管理棟と陸上競技場と野球場に囲まれた芝生広場。
前述のように第1期の軟式野球場跡地。

### 第3期

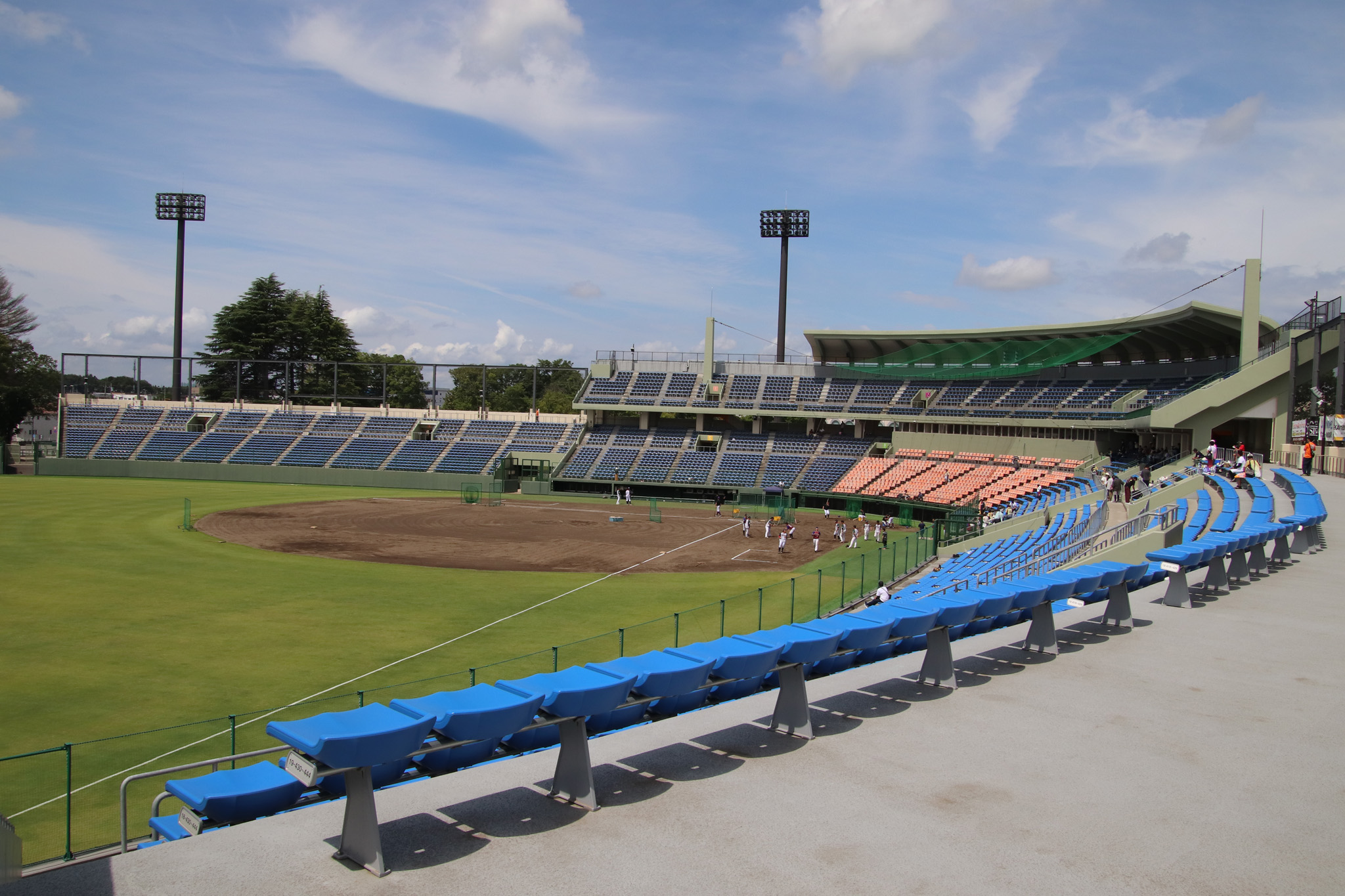
エイジェックスタジアム

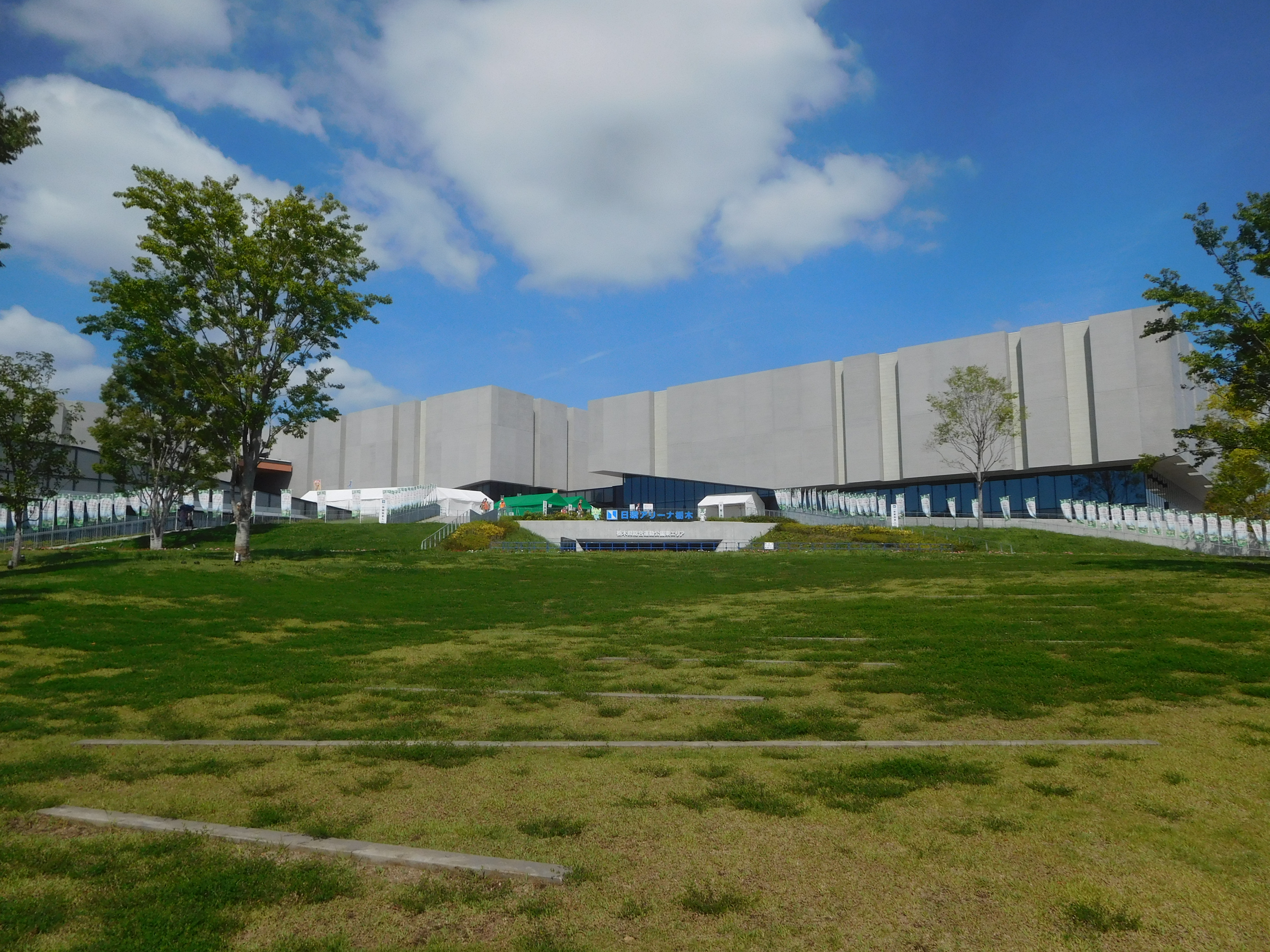
日環アリーナ栃木

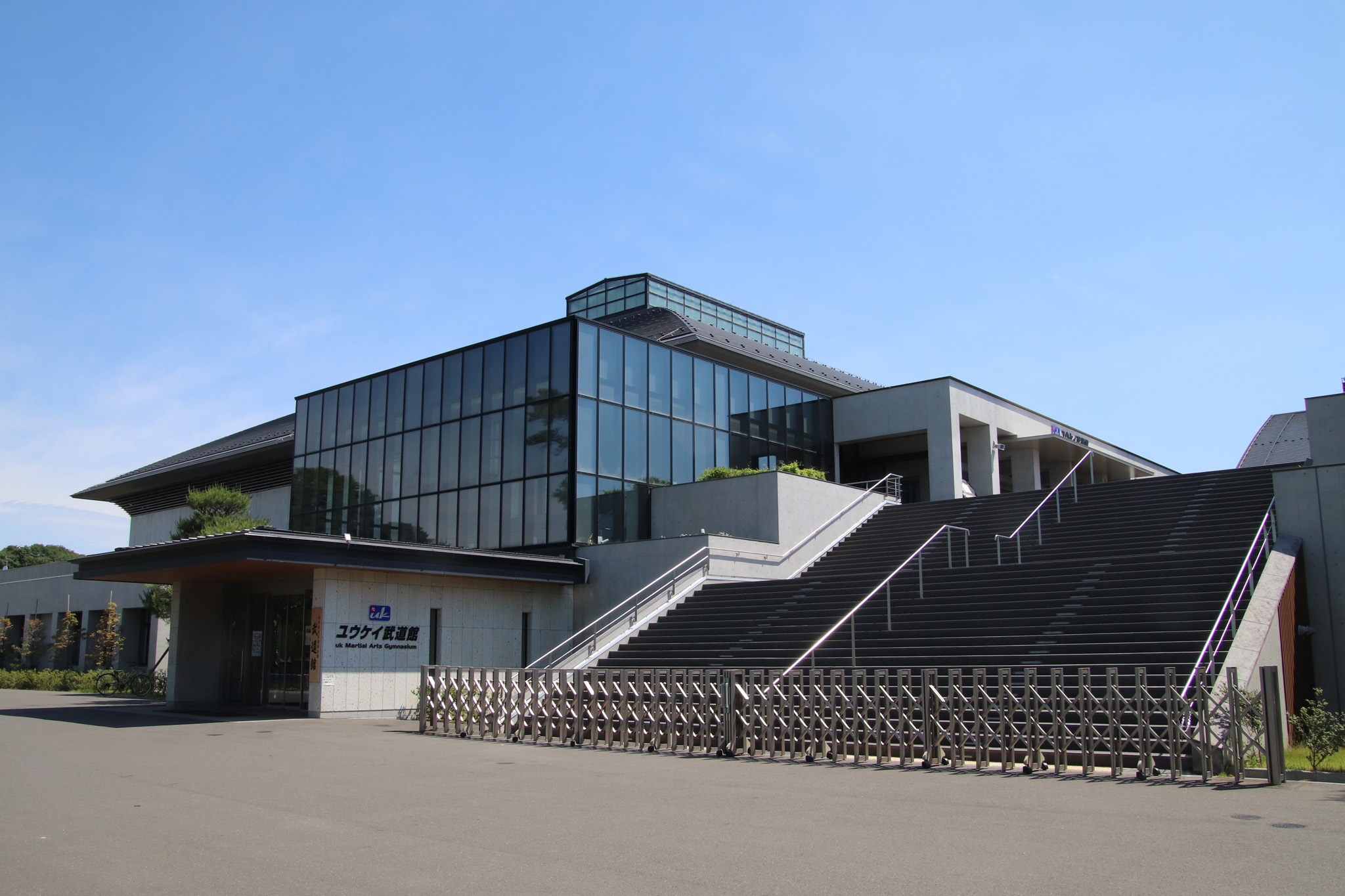
ユウケイ武道館

この栃木県総合運動公園の近接地にあった宇都宮競馬場（競馬場は2005年廃止）の跡地に、新陸上競技場や体育館を整備する計画が明らかになった。また上記既存施設との一体整備を目指しており、2013年に全体構想を策定、2014年度から順次基本設定→工事に取り掛かり、2021年の工事完了を予定している。総合スポーツゾーン整備 として、2015年11月頃よりAグランドの改修工事や道路拡張工事のための木々の伐採が開始された。

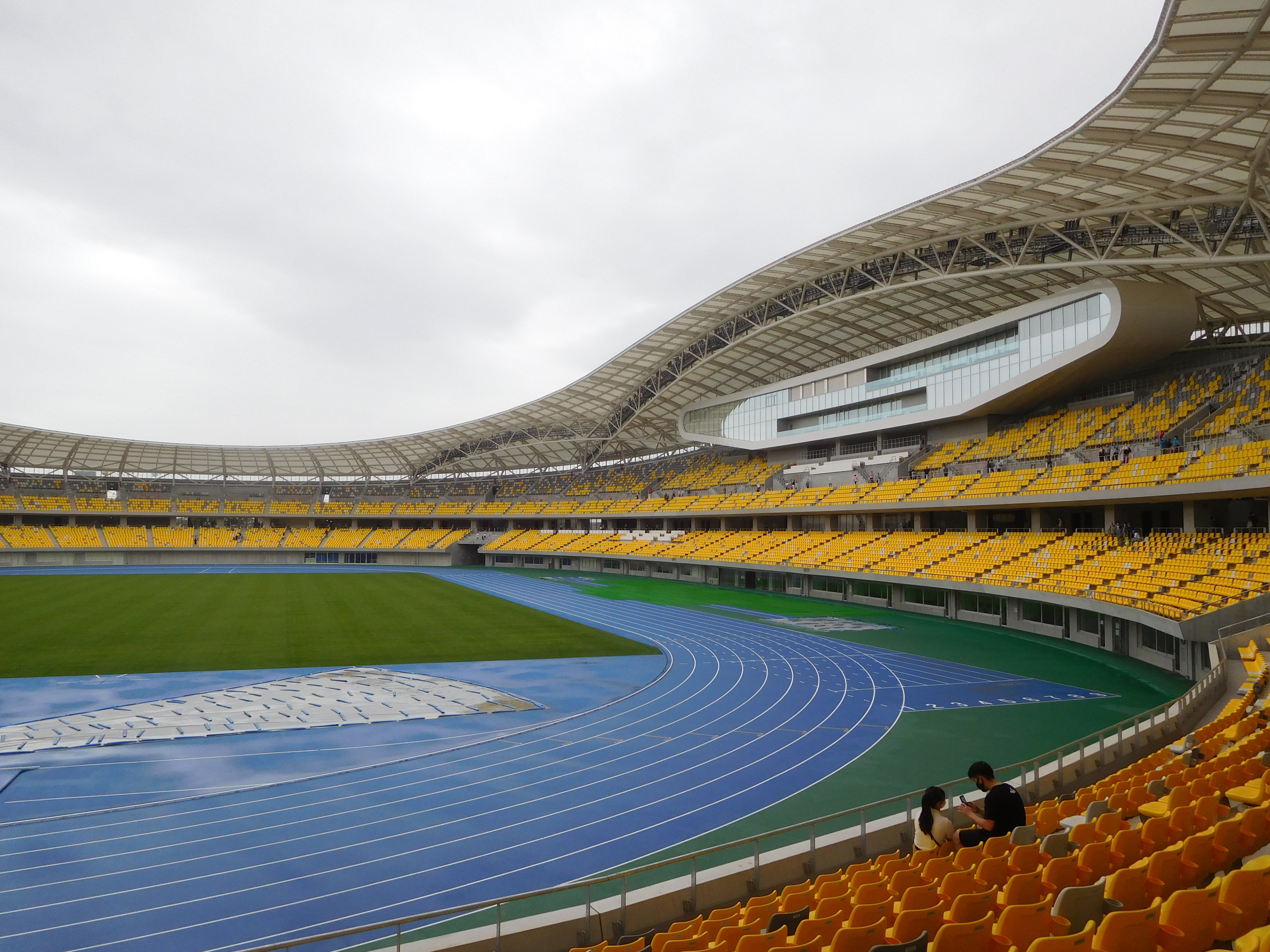
カンセキスタジアムとちぎ

カンセキスタジアムとちぎ（陸上競技場兼サッカー場）
宇都宮競馬場跡地に新設、陸上競技場としては3代目に当たる。
Jリーグライセンス基準を一部満たさない栃木県グリーンスタジアムに代わる、栃木SCの本拠地としての利用も検討された。2020年5月6日に供用開始し、2020年シーズンの栃木SCのホームゲームのうち5試合を当スタジアムで開催することが発表されていたが、新型コロナウイルスへの感染予防および拡散防止のため供用開始は延期され、同年8月より一般供用が開始された（Jリーグ公式戦は12月に2試合を開催、2021年以後も登記本拠地はグリスタのままで、年間の主催試合の過半数を開催）。
宇都宮市に本社を置くホームセンターのカンセキが命名権を取得し、開場時より「カンセキスタジアムとちぎ」の名称を使用している。
第2陸上競技場
陸上競技場（2代目）を転用。第3期整備に際して2017年10月2日をもって閉鎖し、耐震工事を実施のうえ、2019年4月6日に利用が再開された。
改修に際して、日本陸連公認は第2種基準から第3種基準に変更となり（カンセキスタジアムとちぎに対する補助競技場扱い）、全天候型トラックを青色にしている。
エイジェックスタジアム（本球場）
第3期整備では、2017年10月より一時的に使用終了となり、2019年7月に使用が再開された。
基本施設はほぼ第2期のままだが、これまで分断されていた内野スタンド全体を接続させ、観客動線を整理、座席は内野席が長いす席から個席へ、外野席が芝生席からコンクリート席へ変更された。車いす用観客席80席、エレベーター、多目的トイレを完備しバリアフリー化したほか、ナイター照明6基、スポットクーラー（ベンチ内）、控室、室内練習場も増築・新設された。2020年に放送されたNHK連続テレビ小説『エール』では、戦後の甲子園球場として撮影された（一部CG合成）。
引き続き、高校野球をはじめとするアマチュア野球や独立リーグ（BCリーグ）の公式戦で使用されているほか、2022年と2023年には女子ソフトボール・JDリーグの公式戦にも使用された。
栃木ゴールデンブレーブスや社会人野球部などを運営する東京の人材派遣会社・エイジェックが命名権を取得し、2024年4月より「エイジェックスタジアム」の名称を使用する。
軟式野球場（野球場A・B・C）
第3期整備により内野を南東から北西に移動。球場に隣接してウォーミングアップ場を新設。A球場は大幅にリニューアル（2016年7月完成）、C球場は道路拡張により北側が築堤からネット化された。
日環アリーナ栃木（東エリア屋内競技施設）
栃木県警機動センター跡地に新設。メインアリーナとサブアリーナ、屋内水泳場を備える。鉄筋鉄骨造りの4階建てで、延べ床面積3万8524平方メートル、総工費は約210億円。
メインアリーナはバスケットボールコート4面が確保可能で、宇都宮ブレックスのホームアリーナとしても使用される。
屋内水泳場は50mプール（公認10レーン、可動床：水深0mから2m、可動壁）、25mプール（飛込兼用、公認8レーン、可動床：水深0mから5m、観客席2,156席、プールサイド観客席1,000席）を備える。
宇都宮市の産業廃棄物処理業・日環が命名権を取得し、開場時より「日環アリーナ栃木」の名称を使用している。
ユウケイ武道館（武道場）
メイン武道場、サブ武道場、弓道場（近的と遠的）を備える。第1期から第2期まで使われた水泳場跡地に新設。
宇都宮市の建設業・ユウケイ工業が命名権を取得し、「ユウケイ武道館」の名称を使用する。
駐車場
第2期の施設を駐車場化するなどで、駐車台数2900台とする。2019年4月1日より、2時間以上の利用が有料化された。24時間利用が可能になったが、21:30～翌日5:00の間は原則入庫不可となる。

## 若松原神社
西川田東部の氏神として団結と信仰心の中心として皇紀2600年を記念し1940年（昭和15年）に創建されたが、1948年からの総合運動公園の整備により公園内にとりこまれた。敷地面積約60坪、例大祭は毎年11月15日に実施。とちのきファミリーランド南側に位置する。

## 交通

### アクセス
2023年5月現在のアクセス
公共交通機関
- 東武宇都宮線 西川田駅東口より国体通り経由、徒歩約15分。
  - 2022年9月29日から10月11日まで、西川田駅 - 総合運動公園間に自動運転バス（京セラ・trota[23]）の路線が設定された[23][24][25]。
- JR東日本宇都宮線 雀宮駅より自動車で10分。
  - 栃木SCや宇都宮ブレックスの試合開催時など、多客期にシャトルバスが設定されることがある[26][27]。
- 関東自動車
  - JR宇都宮駅からは「総合運動公園西」バス停下車。総合運動公園西バス停発着がない時間帯は、「西川田東」バス停より徒歩5分。
  - JR雀宮駅からは「総合運動公園南門」バス停下車。

自家用車
- 東北自動車道 鹿沼インターチェンジより有料のさつきロード経由、15分。
- 北関東自動車道
  - 宇都宮上三川インターチェンジより15分。
  - 壬生インターチェンジより20分。

### ラウンドアバウト

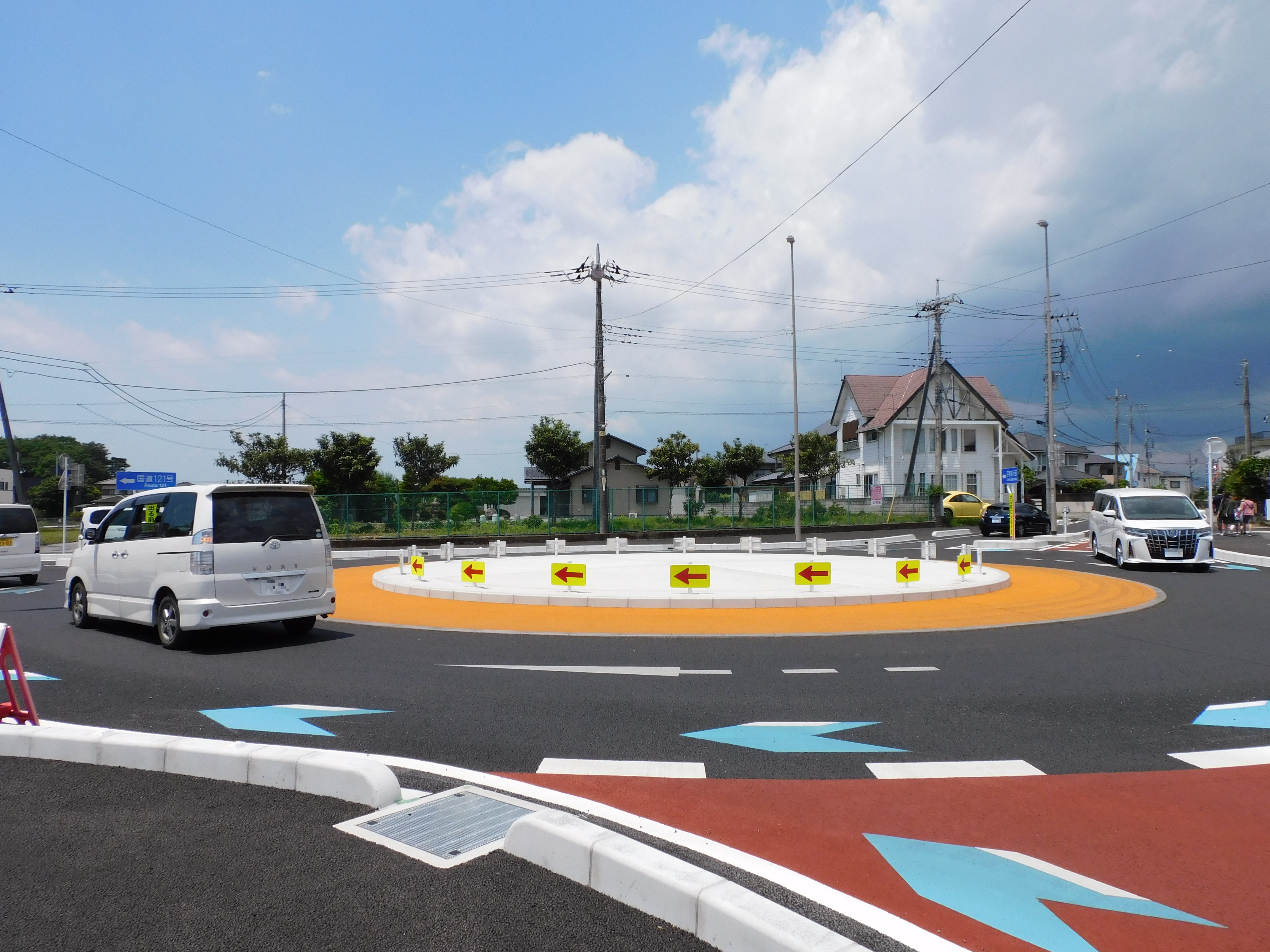
ラウンドアバウト

2021年（令和3年）3月30日に、総合運動公園西側の市道にラウンドアバウトが設置された。栃木県では2か所目の設置で、市街地では初めてとなる。